# ویندزور (میزوری)
ویندزور (به انگلیسی: Windsor) یک شهر در ایالات متحده آمریکا است که در میزوری واقع شده‌است. ویندزور ۶٫۳۵ کیلومتر مربع مساحت و ۲٬۹۰۱ نفر جمعیت دارد و ۲۷۸ متر بالاتر از سطح دریا واقع شده‌است.